# 당백호점추향
《당백호점추향》(唐伯虎點秋香, 영어: Flirting Scholar)은 주성치와 궁리 주연의 1993년 홍콩 코미디 영화로, 감독은 이력지가 맡았다.

## 줄거리
명나라의 당백호는 시서화로 이름을 날려 강남 4대 화가 중 으뜸으로 불렸다. 황족인 영왕이 당백호를 스카우트하려고 애를 쓰지만 당백호는 늘 능청스럽게 넘기고 있다. 당백호에게는 아름다운 아내가 여덟 명이 있지만 하나같이 노름에 빠져서는 당백호의 능력을 무시했기에 당백호는 자신을 알아줄 여인을 갈구했다. 한편 당백호의 아버지 당천호는 탈명서생이라는 자와 싸우다가 창날이 빠져 탈명서생에게 목숨을 잃고 말았고, 어머니는 당백호에게 여러 무술을 연마케 한다.
친구들과 함께 저자 구경을 나간 당백호는 화부 집안의 행렬을 구경하게 되고 그곳의 몸종 추향이 엄청난 미인이라는 것을 알게 된다. 처음에는 그녀의 외모에 실망했지만, 곧 걸인들에게 적선하다가 자신을 향해 지은 추향의 미소에 반해 그녀를 얻기로 결심한다. 당백호는 거지꼴을 하고서는 화부 집안으로 가서 추향의 동정을 호소하고, 하인으로 취직하게 된다.
당백호는 고된 하인 생활 와중에도 추향을 향해 추파를 날렸으나 추향은 그를 무시한다. 어느 날 밤 추향의 방에 음란협객 4인조가 들이닥치자 당백호는 추향으로부터 그들을 보호한다. 그 와중 추향이 실은 당백호를 흠모한다는 것을 알게 되지만, 자신이 당백호임을 밝혀도 추향은 믿어주지 않는다. 다음날 추향이 갖고 있던 당백호의 시집이 집안의 실세인 화부인의 손에 들어간다. 화부인은 당백호는 집안의 적이라며 주인을 추궁하자, 당백호가 자신의 물건이라고 거짓말한다. 극형을 받게 생긴 당백호는 자신의 처지를 흥겨운 곡조로 노래하고 그에 감명한 화부인은 당백호를 무능한 두 아들의 선생으로 채용한다. 당백호는 '화안'이라는 새 이름으로 집안의 신임을 얻게 되고 추향과 점점 가까워진다.
그러던 어느 날 영왕이 황제가 하사한 당백호의 그림을 자랑한다며 화부 집안에 들이닥친다. 화 태사와 화부 집안은 정적이었고 분위기가 험악해지며 화부인은 영왕의 수하에 있던 탈명서생과 무술로 겨루게 된다. 그 결과 화부인이 당하고 당백호의 그림이 망쳐진다. 영왕은 이를 빌미로 화 태사를 협박하는데, 화안이 나서 그 그림은 가짜이며 진짜 당백호의 그림이 화부 집안에 있다고 둘러댄다. 추향을 데리고 서재에 들어간 화안은 눈 깜짝할 사이에 똑같은 그림을 완성해낸다. 그리고 영왕의 또 다른 부하와의 시조 대결에서도 승리한다. 영왕 일당은 어쩔 수 없이 물러난다.
화안은 자신의 능력을 증명했으나 화부인의 꾐에 빠져 자신이 당백호임을 밝히게 된다. 화부인은 과거 당백호의 어머니와 연적이었고 당백호에게 악감정을 품고 있었다. 화부인은 당백호에게 독약을 먹여 헛간에 가두어 버린다. 추향이 몰래 찾아가 그를 간호한다. 한편, 탈명서생이 돌아와 화부 집안을 습격하고 화부인이 궁지에 몰린다. 그때 당백호가 나타나 탈명서생과 최후의 대결을 펼친다. 탈명서생은 이번에도 당백호의 창날을 뽑아 버리지만, 당백호는 그럴 줄 알고 창자루만으로 상대방을 찌르는 무술을 연마해두었다. 탈명서생은 창자루에 가슴이 꿰뚫려 쓰러짐으로써 당백호는 아버지의 원수를 갚는다. 화부인은 마침내 당백호를 인정하고 추향이 당백호의 아내가 된다.

## 출연진
- 주성치 - 당백호(사대재자) / 화안, 당천호
- 궁리 - 추향
- 진백상 - 축윤명(사대재자)
- 양가인 - 무장원
- 정페이페이 - 화 태부인
- 유가휘 - 탈명서생
- 원경단 - 석류
- 린웨이 - 녕왕
- 곡덕소 - 대천상
- 오진우 - 문징명(사대재자)
- 황점 - 화태사
- 황일산 - 화문
- 이가성 - 화무
- 가천이, 선훤, 온취빈 - 춘향, 하향, 동향
- 주미미 - 당백호의 어머니
- 남결영 외 - 당백호의 아내들

## 한국어 더빙 성우진(SBS, 2000년 10월 22일)
- 김환진 - 당백호 (주성치)
- 송도영 - 추향 (공리)
- 이우신 - 축윤명 (진백상)
- 이근욱
- 강연숙
- 김용식
- 최옥희
- 이진화
- 임은정
- 조경모
- 김혜경
- 김순영
- 서광재
- 김소형
- 양희문

## 기타
- 주인공 당백호는 실존인물이자 명나라의 예술가인 당인을 모티브로 한 인물이다. '당인'이라는 실존 예술가를 주성치 식으로 해석한 인물이 이 영화의 당백호이다.
- 후속작이 있다. 2010년에 당백호점추향 2 : 사대재자가 개봉되었으나 전작과는 달리 흥행에 실패하여, 대다수의 사람들이 당핵호점추향 2가 개봉된 사실을 모른다. 당백호점추향 2에서는 주성치 대신 황효명이 주인공 당인 역을 담당했다.